# Ацидофилин
Ацидофили́н (от лат. acidus — кислый и греч. φιλέω — люблю) — кисломолочный продукт, который изготавливается путём сквашивания пастеризованного коровьего молока при помощи особых бактерий (ацидофильная палочка (Lactobacillus acidophilus), кефирные грибки, молочнокислый стрептококк).
Для получения продукта пастеризованное коровье молоко сквашивают при температуре не ниже 32 °C в течение 10-12 часов.
Производство ацидофилина было впервые налажено в 1930-х гг. в Армянской ССР Ерзинкяном Левоном Акоповичем, изобретателем «Наринэ», и в некоторых социалистических странах.

Как и другие кисломолочные продукты, ацидофилин усваивается организмом человека гораздо лучше, чем обычное молоко, за счёт ферментации лактозы. Поэтому этот продукт используют в лечебном и диетическом питании, в том числе детском. Ацидофилин нормализует пищеварительную деятельность желудочно-кишечного тракта, улучшает обменные процессы организма, способствует восстановлению естественного иммунитета.
Ацидофильная палочка, входящая в состав закваски для ацидофилина, обладает высокой антагонистической активностью по отношению к широкому спектру патогенных и условно-патогенных бактерий, включая стафилококки (в том числе Золотистый стафилококк).
Попав в кишечник человека, ацидофильная палочка выделяет аминокислоты (низин, лизин, лакталин, никозин), вытесняет вредные микробы и подавляет процессы гниения.
Ацидофильная палочка отличается от болгарской палочки тем, что может некоторое время развиваться в кишечнике, возбуждая секреторную работу желудка и поджелудочной железы.
Наряду с ацидофилином производят ацидофильное молоко, ацидофильную простоквашу и ацидофильную пасту.